# Lorestan
Ne doit pas être confondu avec Laristan.
Le Lorestan (ou Luristan ; en persan : لورستان) est l'une des 31 provinces de l'Iran et un territoire historique. Elle est située dans l'ouest de l'Iran au milieu des monts Zagros et au nord-ouest de la ville d'Ispahan. La capitale de la province est Khorramabad. Le célèbre château Falak-ol-Aflak est situé dans cette ville.
Cette région a donné son nom à une civilisation qui s'est développée au VIIIe siècle av. J.-C., parfois assimilée à celle des Mèdes.
Le Lorestan couvre une superficie de 28 392 km². Les villes principales de la province sont : Khorramabad, Boroudjerd, Aligoudarz, Doroud, Koudacht, Azna, Delfan, Selseleh, et Pol-e Dokhtar.
Lors du dernier recensement national de 2016, la population était de 1 760 649 habitants répartis au sein de 509 025 ménages.

## Géographie et climat

Comtés de Lorestan

Le province du Lorestan (signifiant Terre des Lors en persan), est située sur une large partie de l'Iran occidental à la frontière de l'Irak, et s'étend sur 600 km le long d'un axe nord-ouest / sud-est de Kermanshah au Fars, avec une largeur de 150 à 200 km. Le relief y est majoritairement montagneux, avec de nombreux massifs, faisant partie des monts Zagros. La chaîne centrale a de nombreux sommets atteignant une altitude à plus de 4000 m, là où commencent les neiges éternelles. C'est dans cette chaîne que se trouve la source des rivières les plus importantes d'Iran, telles que les Zayandeh rud, Jarahi, Karoun, Dez, Abi, Karkheh. Entre les plus hautes chaînes se trouvent des plaines fertiles et des zones de piémonts très bien arrosées.
Le plus haut sommet de la province est situé dans le massif de l'Oshtoran Kuh à 4 050 m. Les régions les plus basses, qui sont dans la partie sud de la province, sont à 500 m d'altitude.
Le climat est généralement continental, sec avec des précipitations en hiver, dont la plupart tombent sous forme de neige. Parce que la province se trouve sur les pentes les plus à l'ouest des Zagros, elle profite des précipitations annuelles les plus importantes au sud des monts Elbourz. À Khorramabad, la moyenne annuelle des précipitations est de 530 mm par an d'équivalent de chutes de pluie, alors que jusqu'à 1 270 mm peuvent tomber sur les montagnes. Les mois de juin à septembre sont d'habitude complètement secs, mais Khorramabad peut recevoir jusqu'à 150 mm de précipitations en décembre et janvier.
Les températures varient largement au cours de saisons et entre le jour et la nuit. A Khorramabad, les températures en été sont entre un minimum de 12 °C et un maximum de 32 °C. En hiver, elles sont entre un minimum de −2 °C et un maximum très frais de 8 °C.

## Histoire

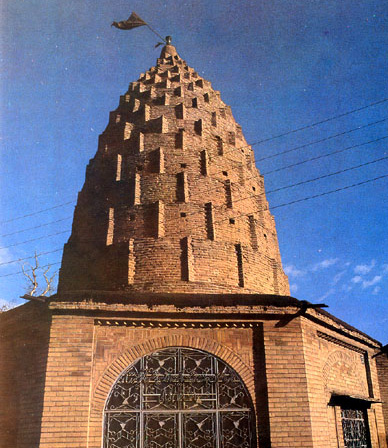
Imamzadeh Jafar, construit à l'époque des Houlagides, à Borujerd, a une architecture particulière qui est rarement vue dans d'autres provinces de l'Iran.

Le Lorestan est l'une des plus vieilles régions d'Iran. Aux IVe et IIIe millénaires av. J.-C., des tribus émigrantes se fixèrent dans la région montagneuse des Zagros. Les Kassites, dont la langue paraît n'être ni indo-européenne ni sémitique, étaient originaires du Lorestan.
Plusieurs endroits ont été envahis et colonisés par les Mèdes au IIe millénaire av. J.-C.
Au Ier millénaire av. J.-C., en même temps que l'invasion de la région par les Perses, les Mèdes finirent par totalement remplacer les Kassites et les Gutis.
Ainsi, quelques chercheurs pensent que les Lors sont une branche des populations iraniennes ayant migré dans cette région depuis l'est de la mer Caspienne, au début du Ier millénaire av. J.-C.
En février 2017, pour la première fois, plusieurs découvertes archéologiques concernant les Achéménides ont été réalisées.

### Histoire de l'art
Cette région est caractérisée par une grande maîtrise de la fonte à la cire perdue à l'âge du bronze puis à celui du fer (du IIIe au Ier millénaire av. J.-C.). Le musée Cernuschi a exposé, d'avril à juin 2008, cent cinquante bronzes, ornés notamment de griffons et de fauves.

## Population et culture
Le Lorestan est majoritairement peuplé de Lors et de Laks. Les langues des habitants de la province sont appelées lori et laki. Les Laks se sont installés à Koudacht et à Alishtar, alors que les Lors sont particulièrement centrés autour de Khorramabad. Leurs dialectes possèdent une grammaire et un vocabulaire bien distincts.
Avant le XXe siècle, la majorité des Lors étaient des éleveurs nomades, avec une minorité urbaine résidant dans la ville de Khorramabad. Il y a eu plusieurs tentatives des Pahlavis de contraindre à la sédentarisation les populations nomades Lor. Sous Reza Shah, ces campagnes n'ont pas connu de succès. Le dernier shah d'Iran, Mohammad Reza, utilisa des méthodes plus douces, et des incitations économiques qui ont rencontré un succès plus grand, bien qu'incomplet. Toutefois, au milieu des années 1980, une grande majorité des Lors s'étaient établis dans des villes ou des villages de la province, et d'autres avaient émigré dans des centres urbains majeurs.
Un certain nombre de tribus Lors nomades existent toujours dans la province. Parmi les populations urbaines sédentarisées, l'autorité des chefs coutumiers a toujours une influence très grande, bien qu'elle ne soit pas aussi forte que sur les nomades.
La civilisation du Lorestan est principalement célèbre pour ses objets de bronze, fabriqués selon la technique de la cire perdue, et plus particulièrement pour ses mors de chevaux ouvragés et décorés de motifs de chevaux ou d'animaux fabuleux. Ceux-ci ont été retrouvés dans des tombes mégalithiques, et semblent avoir été fabriqués uniquement pour servir lors des inhumations, et non pour un usage réel.

### Région Nord

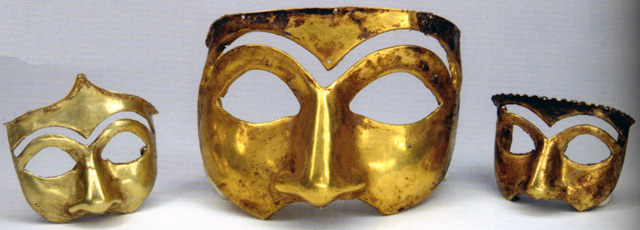
Masques en or. Découverts à Kalmakareh, Lorestan. première moitié du Ier millénaire av. J.-C. Musée national d'Iran.

Dans la partie nord du Lorestan, auparavant connue sous le nom de Lur-e-Kuchik (Petit Lor), vivent les Lors Feili, divisés entre les Pishkuh à l'est et les Pushkuh dans le territoire à l'ouest, bordant l'Irak.
Le petit Lorestan maintint son indépendance sous une succession de princes de la Dynastie Khorshidi (en), connus comme Atabegs, depuis 55 ap. J.-C. jusqu'au XVIIe siècle. Shah Abbas a alors retiré son pouvoir au dernier Atabeg,Shah Verdi Khan (en), et confia les rênes de la province à Hossein Khan Shamlu, chef de la tribu rivale de Shamlu, avec le titre de Vali, qui remplaça alors celui d'Atabeg, mais on appliqua la dénomination de Feili pour les descendants de Hossein Khan, en tant que gouverneurs de Lors Pushtkuh.

### Région Sud
La partie sud de la province, anciennement connue sous le nom de Lor-e-Bozourg (Grand Lorestan), comprend la zone à majorité bakhtiari de la province du Khouzestan et les districts des Lors Mamasenni et Kuhgilu qui sont situés dans le Fars. À une époque, le Grand Lorestan formait un état indépendant sous les atabegs Fazlevieh depuis 1160 jusqu'à 1424. Sa capitale, Idaj, survit à l'état de ruines à Malamir, 90 km au sud-est de la ville de Shushtar au Khouzestan.

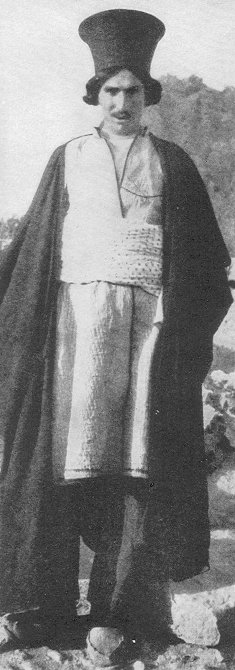
Homme Lor en habit traditionnel, 1921

### Célébrités du Lorestan
- Ali Reza Shekarchi, joueur de kamancheh
- Nasrollah Kasraian, photographe
- Ali Reza Hosseinkhani, joueur de kamancheh
- Reza Saghaï, chanteur
- Nasser Gholamrezaï, réalisateur
- Esfandiar Ghazanfari Amraï, poète.
- Ayatollah Rouhollah Boroudjerdi, grand clerc religieux, maître à penser de l'Imam Khomeini.
- Hamid Izadpanah, poète.
- Mola Hagh-Ali Siah Poush, poète (1323)
- Mola Parishan, poète (XIVe siècle)

## Lorestan aujourd'hui

### Attractions
Le Lorestan possède 263 sites d'importance culturelle et historique répertoriés par l'Organisation de l'héritage culturel de L'Iran.
Quelques-unes des attractions les plus populaires sont :
- Inscription du VIe siècle, Khorramabad
- Château Falak-ol-Aflak
- Pont Kashgan, Koohdasht, Moradabad
- Pont Shapuri, Khorramabad
- Tour de Khorramabad
- Mosquée du vendredi (Masjed-e Jame') à Borujerd
- Imamzadeh Jafar, Borujerd
- Mosquée Soltani de Boroudjerd
- Lac Gahar, Aligoodarz
- Lac Kiyou, Khorramabad
- Mont Oshtoran Kooh, Aligoodarz

### Universités
- Université de sciences médicales du Lorestan
- Université du Lorestan
- « Université islamique libre de Borujerd »(Archive.org • Wikiwix • Archive.is • Google • Que faire ?)
- Université islamique libre de Aligudarz
- Université islamique libre de Khorram Abad
- Université Payam Nour de Poldokhtar
- Université Payam Nour de Alashtar
- Université Payam Nour de boroujerd

### Officiels
- Organisation de l'héritage culturel du Lorestan
- Gouvernorat du Lorestan

### Peuples et culture
- Portail d'information Lorestan.Org
- Portail du Réseau de Lorestan
- Histoire du peuple Lor
- Site des tribus Bakhtiaris
- Musique du Lorestan

### Sources
- (en) « Lorestan », dans Encyclopædia Britannica [détail de l’édition], 1911 (lire sur Wikisource).